# Торчин (селище)
То́рчин — селище в Україні, адміністративний центр Торчинської селищної громади Луцького району Волинської області. Населення — 4406 осіб (2005). 

## Легенди

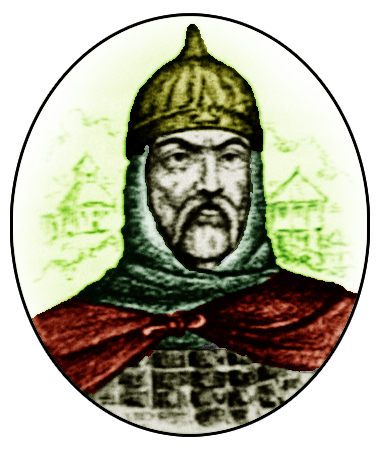
Іоанн Торчин

У прадавньому церковному літописі розповідається, що назва селища походить від імені «старшого конюшні» луцького князя Давида — Іоанна з племені торків, якого дружинники прозвали Торчин або Торчак.
|  | Торки — тюркомовні племена, які кочували в степах і обов'язком яких у XI—XIII століттях було охороняти південні кордони Київської Русі від наскоків половців і брати участь у воєнних походах князів. Під час навали хана Батия у 1240 році, зокрема, під час облоги Києва, загинула велика частина торків, декого татари переселили на Волгу, а решта асимілювалася з місцевим населенням. |

Іоанн Торчин на старості літ оселився з двома своїми синами-воїнами на острові Застріжжя, а за ним — й інші дуліби. Він став будівничим першої дерев'яної церкви у тодішньому Торчині святого Іоанна, в якій першим священиком був отець Варфоломій. Рід Іоанна Торчина володів Торчином, як свідчать історичні документи, до 1480 року.

## Географія

Панорама Торчина з південної частини селища (08.07.2012)

Торчин розташований на півдні Волинської області (на заході Луцького району). Через селище тече річка Серна. Площа населеного пункту — 10,52 км². На півдні Торчина знаходиться Волинська височина.
Клімат Торчина суттєво не відрізняється від клімату обласного центру. Клімат селища є помірно континентальним з прохолодною зимою і теплим (інколи спекотним) літом.

## Історія

### Пам'ятки археології
На території селища відомі такі пам'ятки археології:
- на східній околиці селища, на південно-східному схилі лівого берега Серни, по обидві сторони автошляху Луцьк — Володимир — поселення стрижівської культури розмірами 70×250 м. Пам'ятку виявив відомий волинський краєзнавець Григорій Гуртовий. У 1965 році на ній провів розкопки Микола Пелещишин, яким досліджено 180 м² площі. В процесі робіт відкрито овальну у плані землянку і дві господарські ями. Речові матеріали поселення складаються з уламків ліпної кераміки, крем'яних і кістяних знарядь праці та відходів кременеобробного виробництва;
- на східній околиці селища, поблизу піщаного кар'єру — поселення лежницької групи ранньозалізного часу, частково досліджене у 1962 році  Миколою Пелещишиним. Під час розкопок відкрито дві господарські ями з уламками ліпного посуду і кусками залізного шлаку;
- у східній частині селища, на лівому березі річки Серна — багатошарове поселення культур свідерської, лінійно-стрічкової кераміки, волино-люблінської, давньоруського періоду XI—XII століть;
- у східній частині селища, біля ліцею — сліди поселення культури лінійно-стрічкової кераміки;
- на східній околиці селища, праворуч від автошляху Луцьк — Володимир — ґрунтовий могильник стжижівської культури зі скорченими і витягнутими тілопокладеннями, відкритий у 1937 році Яном Фітцке, який дослідив 19 поховань. Орієнтація кістяків різна. Вони лежали в овальних ямах на глибині від 0,4 до 1,3 м стосовно денної поверхні. Покійників супроводжували глиняні посудини, крем'яні знаряддя праці і предмети озброєння, кістяні проколки, підвіска і частина музичного інструмента, а також мідні скроневі кільця;
- в центрі селища, біля церкви — давньруське городище, де знайдені уламки гончарного посуду, пряслиця з пірофіліту, залізні вістря стріл;
- на північно-західній околиці селища  — давньоруське поселення, яке відкрив Григорій Гуртовий. У ХХ столітті тут було знайдено двосічний меч;
- на лівому березі річки Серна у 1966 році знайдено скарб з 915 литовських монет XV—XVI століть;
- у східній околиці Торчина, в урочищі Застрижжя, поруч з городищем, на останці лівого берега Серни заввишки до 10 м над рівнем заплави — багатошарове поселення культур свідерської, лінійно-стрічкової кераміки, волино-люблінської і стжижівської культур загальною площею до 1 га. Відкрите розвідкою Григорієм Гуртовим;
- на північно-східній околиці селища, в місці впадіння в Серни її лівостороннього допливу  — двошарове поселення городоцько-здовбицької і стжижівської культур. Культурний шар пам'ятки у значній мірі пошкоджений земляними роботами. Поселення відкрите розвідкою Григорієм Гуртовим;
- за 1 км на південний захід від селища, на мисі першої надзаплавної тераси правого берега Серни висотою до 8 м над рівнем заплави  — поселення стжижівської культури площею до 1 га, відкрите розвідкою Григорієм Гуртовим;
- на південній околиці селища, в урочищі Замчисько, поблизу цегельного заводу  — багатошарове поселення волино-люблінської, стжижівської культур і давньоруського періоду ХІІ—ХІІІ століть, відкрите розвідкою Г. О. Гуртового;
- на західній околиці селища, за 0,5 км на захід від автошляху, який веде до села Смолигів — селище давньоруського періоду ХІ—ХІІІ століть площею близько 1 га, що розташоване на лагідному схилі першої надзаплавної тераси лівого берега лівостороннього допливу Серни заввишки 4-5 м над рівнем заплави;
- за 1 км на захід від селища, на південному схилі мису першої надзаплавної тераси лівого безіменного потічка висотою 6-8 м над рівнем заплави — селище давньоруського періоду площею до 1 га;
- за 2 км на захід від селища, на лагідному схилі першої надзаплавної тераси лівого берега безіменного струмка висотою 5-6 м над рівнем заплави  — селище давньоруського періоду XII—XIII століть площею до 1 га;
- за 3 км на захід від селища, за 100 м на південь від автошляху Луцьк — Володимир, на рівній ділянці мису першої надзаплавної тераси лівого берега безіменного потічка заввишки 5-6 м над рівнем заплави  — багатошарове поселення культури лінійно-стрічкової кераміки, лежницької групи ранньозалізнсго часу і давньоруського періоду ХІ—ХІІІ століть площею до 2 га;
- на північно-східній околиці селища, за 100 м на північ від шосейної дороги та за 200 м від автозаправної станції, на схилі мису першої надзаплавної тераси лівого берега Серни заввишки 4-5 м над рівнем заплави  — двошарове поселення тщинецько-комарівської культури і давньоруського періоду ХІІ—ХІІІ століть площею до 1 га.

### Торчин у складіКиївської РусітаГалицько-Волинського князівства
1093 рік — перша згадка Торчина, як значного містечка на острові Застріжжя з дерев'яними укріпленнями навколо.
1193 рік — у Торчині побудована перша православна церква святого Іоанна Богослова. Першим її священиком був о. Варфоломій.
1190 рік — Торчин згадується як містечко Волинського князівства[джерело?].
1230 рік — в Іпатіївському літописі Торчин згадується як значне містечко-фортеця Галицько-Волинського князівства.
1340 рік — Торчин став волосним центром Луцького повіту[джерело?].

### У складіЛитовської держави

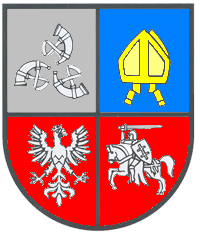
Герб XVI—XVIII століть

1480 рік — Торчин відійшов до луцьких католицьких єпископів.
1538—1540 роки — Луцький католицький владика Юрій (Єжи) Фальчевський будує внутрішні та зовнішні замкові укріплення.
10 липня 1540 року за клопотанням єпископа Юрія Фальчевського король Сигізмунд І, у зв'язку з розбудовою Торчина, надав йому Магдебурзьке право і статус міста, дозволив проводити щотижневі базари та три ярмарки на рік.
1541 рік — побудовано та освячено Свято-Георгіївську дев'ятибанну двохпрестольну православну церкву, яка діяла до 1798 року.
|  | ...коли Єжі Фальчевський, біскуп Луцький, своїм коштом побудував тут замок для охорони добр міських, майна костельного і навколишнього населення, то дозволяємо йому іменувати Торчин містом і надаємо йому Магдебурзьке право.... |

28 лютого 1546 року Сигізмунд II Август королівським указом підтвердив Магдебурзький міський статус.

### У складіРечі Посполитої

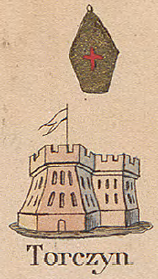
Торчин на мапі Зигмунда Герстмана

У 1583—1585 роках в Торчині жив і працював уродженець містечка священник і вчитель Єрмоген(Ярмоген) Яцкович (прозивався — Тихоненя Яцкович).
У 1595—1596 роках декілька торчинців, зокрема Флоріан Гедройт (у 1598 році був ватажком), пішли у повстанський козацький загін Северина Наливайка.
7 березня 1596 року, під час перебування війська Северина Наливайка в районі Луцьк — Несвіч —Торчин, до козацьких загонів втік зі школи 12-річний Федько Гулевич — син маршалка луцького повітового дворянського кола Деміана Гулевича-Воютинського з відомої шляхецької родини Гулевичів, який став козацьким джурою, тобто молодшим козаком Северина Наливайка.
У XVI столітті в Торчині діяли 16 ремісничих цехів(об'єднань). На ярмарках виступали мандрівні актори-скоромохи, демонстрували вертепні вистави (1577 рік).
У XVI—XVII століттях вирощений на землях торчинського замкового маєтку хліб (жито, пшениця) біскупи — власники містечка — активно вивозили через Гданський (балтійський) морський порт на продаж у Західну Європу. Широко використовувалася так звана торчинська міра ваги і об'єму.
30 березня 1581 року у козацькому реєстрі полку Яна Оришевського перебувало 74 волинян, серед них двоє з містечка Торчин — Михайло і Михась Торчинські.
У 1601 році тритижнева облага та штурм Торчина татарами. Героїчно обороняючись, торчинці вистояли та відігнали ворога.
2 листопада 1660 року Ян II Казимир королівським указом підтвердив Магдебургський міський статус.
1687 року торчинці на чолі з єпископом Станіславом Вітвицьким тримали 20-денну облогу містечка татарською ордою і, зробивши сміливу вилазку, відігнали нападників.
Станом на 1703 рік в Торчині діяли 7 православних церков — Свято-Георгіївська і 6 цехових.
У 1708 році 8-тисячний шведський військовий загін два тижні штурмував Торчин. Містечко захищали наймані гайдуки-козаки та народне ополчення.
У 1714 році римо-католицький єпископ Олександр Виговський (племінник Івана Виговського) — тодішній власник містечка — рятував торчинців і людей ближніх сіл від морової язви. Помер саме тут від цієї ж хвороби.
14 червня 1767 року відбувся Троїцький ярмарок у Торчині.
14 червня 1767 року вперше в Україні знайдено унікальний документ повстанської організації — «Торчинський маніфест», який став передгроззям Коліївщини.

### У складіРосійської імперії

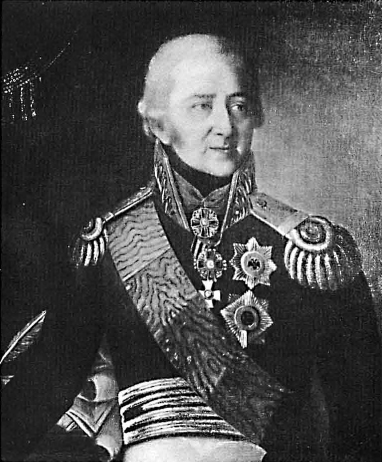
Тимофій Тутолмін

У 1795 році в Торчині відкрита пошта.
У 1798—1800 роках уповноважений торчинською громадою міщанин, ймовірно, війт містечка Онуфрій Іванович Горошко захистив у Петербурзькому сенаті Волинській казенній палаті Магдебурзький міський статус Торчина, врятував торчинців від закріпачення, якого домагався в сенаті генерал Тимофій Тутолмін.
У 1800 році — перша згадка про лісову охорону у Торчині.
1812 року торчинська міщанка Софія Чайка з групою торчинців брала участь у партизанській боротьбі проти наполеонівських окупантів.
21 вересня 1812 року відбувся бій під Торчином між російськими і французькими військами. Французи втратили 400 вояків.
У 1830 році відкрито державне волосне училище. Станом на 1835—1850 роки в Торчині діяла Свято-Стефанівська парафія і бібліотека при ній, засновником яких був священник о. Стефан Тимінський. У 1846 році відкрита лікарня з кількома лікарями.
У 1850 році побудовано православну церкву імені Святого Первомученика Стефана. Організатором будови і першим настоятелем храму був о. Стефан Тимінський. Його наступниками син о. Іринах Тимінський, а потім онук о. Роман Тимінський. Останній, за згадками парафіян, на відміну від свого діда мав зверхню вдачу. У неділю любив ставати біля фіртки свого будинку, поклавши руку на фіртку, щоб торчинці, які прохдили повз нього, цілували йому руку. Тимінські служили на торчинській парафії аж до захоплення Торчина австрійськими військами 1916 року.
1857 рік — в містечку почав працювати винокурний завод. Власниця — графиня Морстин Палагія Іванівна. За рік вироблялося до 22000 відер напою.
1875 рік — відкрито земське народне училище.
1880 рік — графиня Морстин зводить паровий млин поряд з двома водяними млинами і трьома вітряками.
У 1880—1939 роках в Торчині мала земельну власність родина Казимира Липинського (батько В'ячеслава Липинського), а його рідна сестра Ванда постійно тут жила до 1939 року.
1884 рік — відкрита церковно-парафіяльна школа, у 1895 році —  поштово-телеграфну установу.
1900 року торчинський лікар Бенц Маєр Бейлін побудував за свій кошт школу, в якій вперше ввів уроки фізкультури.
Станом на 1901 рік в Торчині діють 8 шкіряних закладів, 2 водяних млини, винокурний, пивоварний, дріжджовий, цегельний заводи і т. д..
1904—1907 роки — УвТорчині мала маєток (земельну власність) — 72,6 десятини — Леся Українка.
1916 рік — в Торчині заснована школа Українських січових стрільців. Вперше навчання було українською мовою.

### Торчин у 1917—1920 роках

Гнат Порохівський — командир опорної бази Армії УНР в Торчині

27 жовтня 1917 року відбувся переворот у 775-му Кустанайському полку, який тримав торчинську дільницю фронту. Утворено військово-революційний комітет (ревком) на чолі з А. А. Богдановим, який утримував в Торчині владу 115 днів, увів демократичне управління Торчинською волостю[джерело?].
У 1917—1920 роках торчинці брали активну участь у боротьбі за проголошення і оборону УНР, зокрема у Коростишівському козацькому полку УНР, в якому воювали: Федось Лобурський, Кузьма Воїна, Клим Зінчук, Мирон Козар, Федось Будяк та інші.
Наприкінці 1918 — початку 1919 років в Торчині розташовувався штаб опорної бази УНР під командуванням полковника Гната Порохівського.
18 лютого 1918 року німецькі війська тимчасово окупували Торчин у радянських військ.
1919 року в Торчині утворено філію Луцького повітового товариства «Просвіта». В її роботі брали участь Трохим Тандрик, Андрій Конкевич, Митрофан Кошелюк, священник Володимир Новицький та інші.

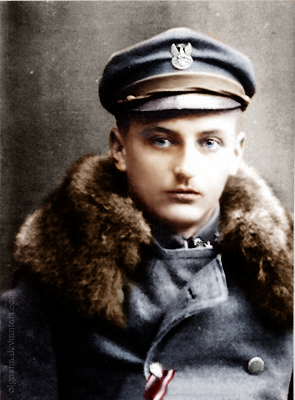
Леопольд Ліс-Кула
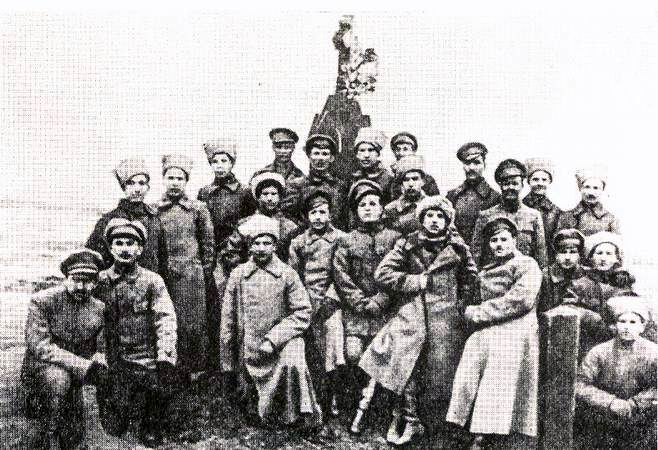
Ревком 775-го Кустанайського полку (жовтень 1917)

Станом на 7 березня 1919 року в Торчині більшість населення становили українці, який став місцем польсько-українського збройного протистояння у 1919 році. Під час захоплення міста польськими військами в ніч з 6 на 7 березня 1919 року був важко поранений командувач польських військових частин майор Леопольд Ліс-Кула (Leopold Lis-Кула), який помер від втрати крові через декілька годин після захоплення містечка.
Весною 1919 року в Торчині, коли українські війська Директорії тримали тут фронт проти наступу польських частин, за спогадами старожилів виступав на мітингу січових стрільців і селян Симон Петлюра.
Липень-вересень 1920 рік — під час польсько-радянської війни головою ревкому був Афанасій Савчук, а секретарем — Петро Савчук.

### Під окупацією у складіДругої Речі Посполитої

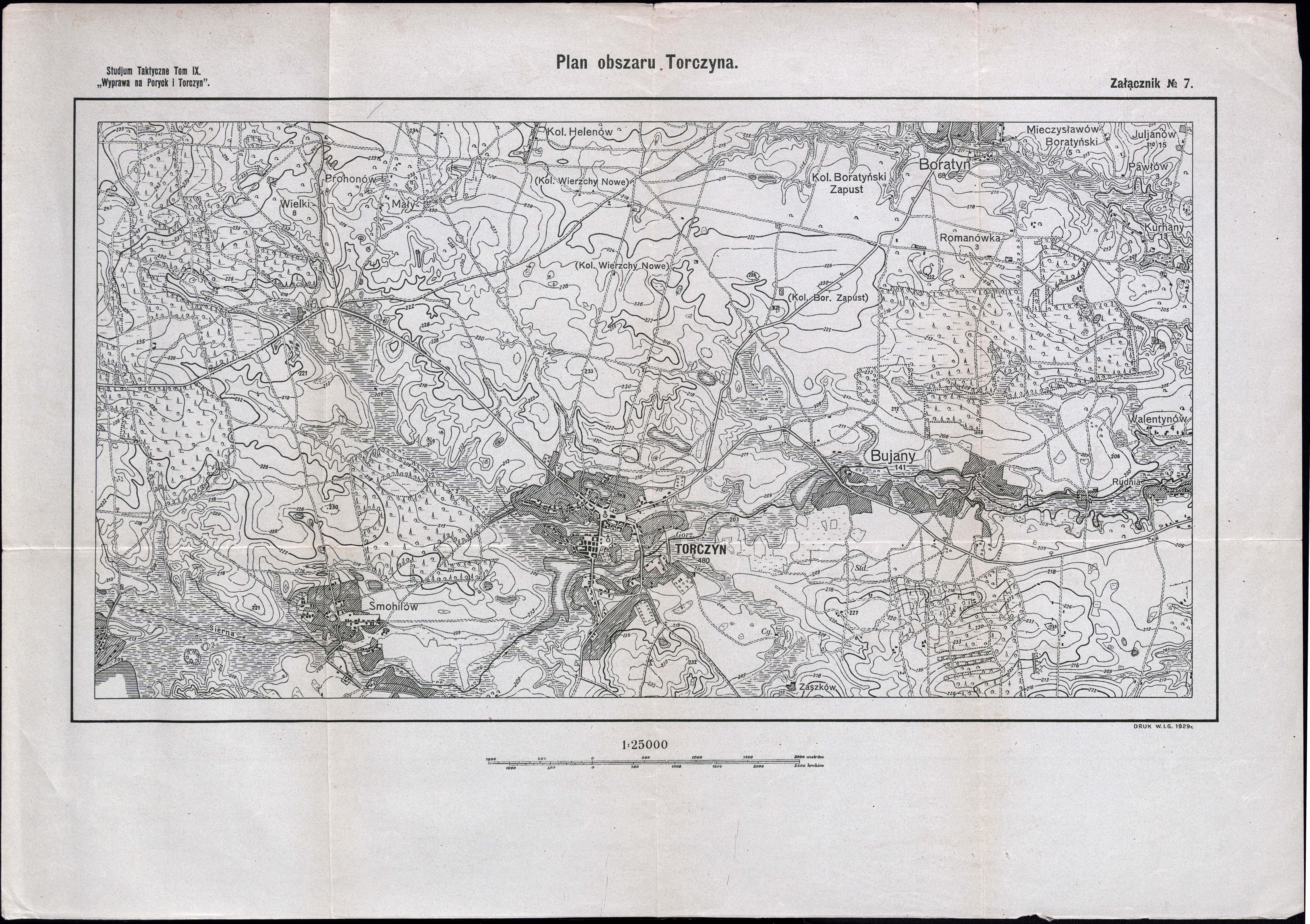
Карта Торчина та околиць (1929)

Під польською окупацією у міжвоєнний період містечко стало садибою сільської гміни Torczyn. У 1935 році гміна складалася з 35 громад. Більшість жителів містечка становили українці, другою за чисельністю етнічною групою були євреї, поляки були менш численні. Окрім того в містечку мешкали окремі вірменські й караїмські родини. У 1920 році творено команду вогнеборців.

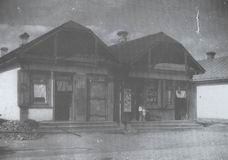
Будинки у Торчині (1930)

У 1922—1923 роках в Торчині утворений перший партійний осередок Комуністичної партії Західної України (КПЗУ), який наприкінці 1923 року був об'єднаний з Луцьким окружним комітетом Комуністичної партії Західної України (КПЗУ).
1923—1924 роки — в Торчині відроджено громацько-культурне товариство «Просвіта».
1924 рік — утворений Торчинський райком КПЗУ.
1926 рік — керована комуністами робітнича професійна організація провела успішний страйк робітників торчинських майсерень.
1927 рік — народився Юрій (Єжи) Язвінський (пол.Jerzy Jaźwiński), який мешкав у Торчині до 1945 року.
У 1929 році на Торчин поширені правила міської забудови.
1930 рік — Торчинська громада відстояла міський статус Торчина.
19 жовтня 1934 року в Торчині народився Святослав Новицький
1935—1936 роки — через Торчин побудована брукована дорога (до того часу на головній вулиці був дерев'яний настил брусами).
1936 рік — торчинський селянин Степан Павлович Кревський заснував і розгорнув роботу цегляного заводу, який діяв до 1996 року.
1938 рік — побудований перший кінотеатр.

### Під час Другої світової війни та у складіУРСР

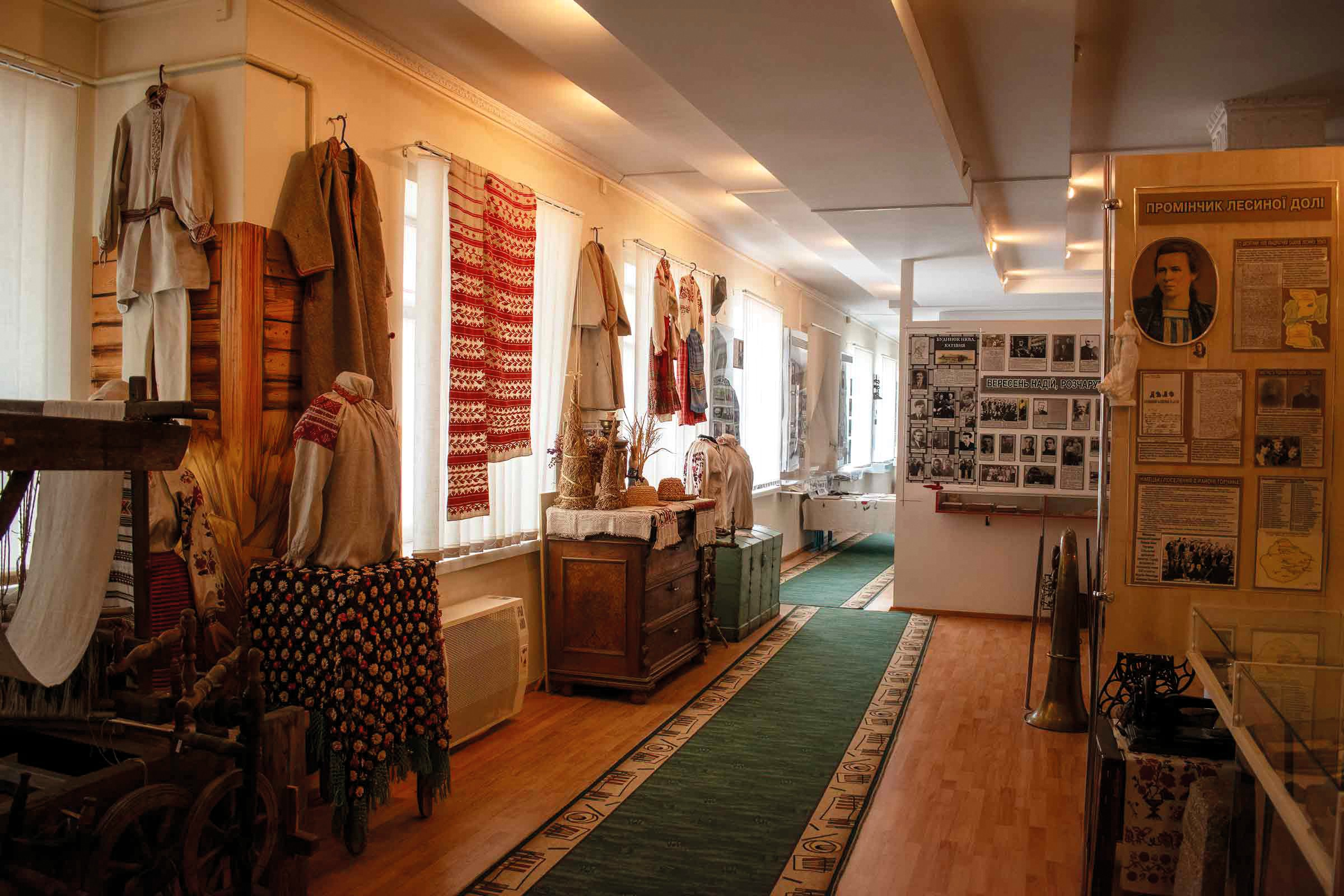
Експозиція музею Торчина, присвячена початку XX ст.

19 вересня 1939 рік — 36-та танкова бригада взяла містечко Торчин і після невеликого бою з поляками увійшла до міста Володимира.
1939—1950 роки — у лавах ОУН-УПА боролися більше 150 торчинців.
Наприкінці 1939 — початку 1940 роки в Торчині організована МТС.
1940 рік — створено промкомбінат та харчокомбінат.
Весною 1940 року засновано колгосп ім. Калініна, першим головою якого був М. Ф. Франківський.
25 червня 1941 рік Торчин окупували німецько-фашистські війська.
3 серпня 1941 — літо 1943 роки — в Торчині діяло розгалужене антифашистське підпілля (до 70 осіб), яким керував учитель Каспрук Павло Йосипович (загинув 20 червня 1943 року).
Німці створили в Торчині гето для місцевих євреїв (близько 1500 осіб). та ув'язнених з довколишніх сіл (разом — до 3 тис. осіб). 23 серпня 1942 року мешканці гето були розстріляні німцями. Територія ґетто, що охоронялось українською поліцією, була огороджена колючим дротом. В'язнів використовували для виконання важкої фізичної праці. 2 серпня 1942 року команда СД з Луцька за допомогою німецької жандармерії та української поліції ліквідувала ґетто, розстрілявши 2 тис. євреїв. За даними радянської надзвичайної комісії з розслідування злочинів фашистських окупантів, втрати мирного населення містечка у роки війни становили 4039 осіб, серед яких було чимало євреїв.
Серпень-листопад 1942 року — Олександр Остапович Круть, ризикуючи життям дружини і дітей, врятував від розстрілу 12 євреїв.
17 квітня 1944 року скориставшись Великодніми святами підрозділи 106-ї та 197-ї стрілецьких дивізій, 39-го окремого Київського танкового полку та 150-ї окремої Київсько-Коростенської танкової бригади Першого Українського фронту раптовим для німців ударом відбили Торчин. Першими до міста увірвались танкісти під командуванням П. О. Гопіна, які й забезпечили успішний штурм Торчина піхотою. Після вступу до Торчина Радянської армії усі молоді чоловіки містечка були мобілізовані до її лав. Значна частина з них — загинула. А сам Торчин став місцем кривавої боротьби між радянськими активістами та підпільниками-оунівцями. Поразка визвольного руху перетворила Торчин на провінційне радянське селище міського типу.
У серпні 1948 року відновлено колгосп ім. Калініна.
Вересень 1949 року — утворена артіль ім. Щорса, яка згодом відійшла як бригада до артілі ім. Шевченка села Буяни.
1952 рік — розпочала діяти партійно-кандидатська група.
1953 рік — створено первинну партійну організацію (1961 рік — 30 комуністів, 1967 рік — 61 комуніст).
1966 рік — населення селища досягло 5400 мешканців.
1967 рік — Споруджено триповерхове приміщення лікарні.

### УНезалежній Україні
У грудні 2014 року єпископ Володимир-Волинський Матфей освятив меморіальну дошку на честь історика та краєзнавця Григорія Гуртового — при вході в заснований ним музей.
У серпні 2015 року настоятель місцевої парафії Апостола і першомученика Стефана протоієрей Степан Деленів освятив монумент бійцям УПА. На монументі викарбувані імена й прізвища знищених радянською каральною машиною, встановлений на одному з місць масового катування повстанців.

## Населення
| 7.067                                  | 4.112 | 4.643 | 4.614 | 4.5 | 4.5 | 4.406 | 4.391 | 4.433 | 4.458 | 4.465 | 4.467 | 4.483 | 4.465 | 4.476 | 4.474 | 4.497 |
| В період з 1959 по 2012 рік (тис. ос.) |       |       |       |     |     |       |       |       |       |       |       |       |       |       |       |       |

### Мовний склад
Рідна мова населення за даними перепису 2001 року:
| Мова            | Кількість | Відсоток |
| --------------- | --------- | -------- |
| українська      | 4354      | 98.82%   |
| російська       | 38        | 0.86%    |
| білоруська      | 7         | 0.16%    |
| польська        | 2         | 0.03%    |
| інші/не вказали | 5         | 0.13%    |
| Усього          | 4406      | 100%     |

## Економіка: промисловість і торгівля
У містечку, як на його розміри, дуже розвинута харчова промисловість:
- підприємство «Волиньхолдинг» випускає продукцію під торговою маркою «Торчин продукт»[32], є  лідером з продажів кетчупів на українському ринку (2011 р.). У 2003 р. підприємство придбав найбільший у світі виробник продуктів харчування — швейцарська компанія Nestle, яка у 2019 році стала його єдиним власником[33].
- м'ясокомбінат.
- фермерське господарство «Шегедин», яке займається вирощуванням насіннєвої картоплі.[34]

У селищі декілька закладів торгівлі, найбільшими серед яких є:
- Торгово-побутовий центр (ТПЦ);
- Мережевий супермаркет «Наш Край»;
- «Господарочка».

## Культура

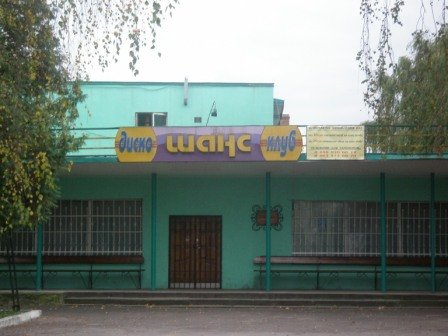
диско-клуб «Шанс»

У Торчині декілька культурних осередків, навколо яких групуються як професійні діячі культури, так аматори й ентузіасти.
Вже традиційно головними місцевими закладам культури є селищний Будинок культури і історико-краєзнавчий музей.
У містечку також є бібліотека, музична школа, Торгово-Побутовий Центр.
Селище є відомим завдяки яскравій діяльності Заслуженого народного ансамблю пісні і танцю «Колос». Колектив має свою власну будівлю (як зала для виступів, офіс та місце репетицій) — це селищний Будинок культури, що в Торчині й окрузі отримав оригінальну назву «Рожевий будинок».
Сучасну культуру й сферу розваг у Торчині презентує диско-клуб «Шанс».
Є невеликий парк та меморіал.
Диско клуб «Сова»/«Мисливець».

## Спорт
ФК «Торчин» — Чемпіони Кубку Колоса 2008.

## Соціальна інфраструктура
У Торчині є лікарня, пошта, пожежна частина, Селищна рада, млин, Торчинське лісництво, Волиньхолдінг, газова та електрична станції.
У Торчині діють 5 аптек. У селищі є декілька ПП, що виготовляють надгробні пам'ятники, зокрема, для оптових продаж.
У селищі працюють такі заклади освіти:
- Торчинський професійний ліцей;
- ЗОШ ім. Гнатюка;
- Музична школа;
- Будинок школяра;
- Два дитячих садки.

## Релігія

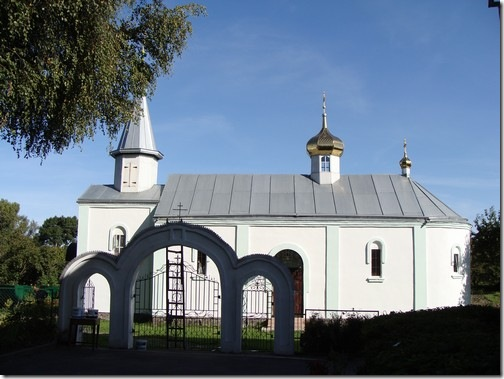
Церква свт. Стефана (УПЦ МП)

У смт. Торчин діють церкви ПЦУ та УПЦ МП, римо-католицький костел і два молитовних будинки протестантських деномінацій.
- Адвентисти сьомого дня — громада нараховує 79 вірян.

### Церкви
- ПЦУ св. архидиякона Стефана збудована у 1991-94 рр. Престольне свято — 9 січня.
- УПЦ МП святителя Стефана єпископа Володимир-Волинського чудотворця Київського (2000).

### Костел

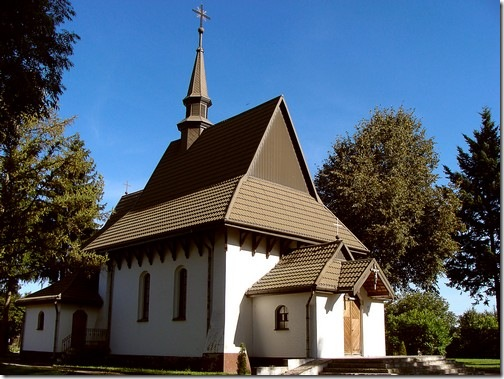
Костел Пресвятої Трійці і св. Івана Хрестителя 1995-98 рр.

Парафіяльний костел Пресвятої Трійці і св. Йоана Хрестителя збудований у 1995-98 р.р.
Перший дерев'яний костел у Торчині було збудовано у 1540 році на пожертви луцького єпископа Юрія Фальчевського.
Новий костел у 1710 р. почав будувати луцький єпископ Олександр Виговський, продовжили його справу єпископи Франциск-Антоній Кобельський та Антоній-Еразм Воллович, проте завершити будівництво не вдалося.
Дерев'яний костел, збудований єпископом Феліксом Турським у 1778 році, згорів 25 грудня 1944 року.

## Відомі люди
- Гаврилюк Світлана Віталіївна (* 1962) — професор, кандидат історичних наук, заслужений працівник культури України[35].
- Неля Гергель — художниця містечка Торчин.
- Гуртовий Григорій Олександрович — український історик, засновник краєзнавчого музею у Торчині.
- Єрмоген Яцкович(Ярмоген) — уродженець містечка, священник і вчитель. У 1583—1585 роках жив і працював у Торчині. Талановитий переписувач, ілюстратор рукописних богослужбових книг («Апостол»(Переписав з виданням (смт Франциска Скорини (Вільно, 1525).), «Псалтир»).
- Новицький Святослав — американський актор, режисер українського походження.
- Авґустин Медніс (1932–2007) — генеральний вікарій Луцької дієцезії, похований у Торчині.
- Леопольд Кула (11 листопада 1896, Косіна під Ланьцутом — 7 березня 1919, Торчин) — польський полковник, який помер в Торчині від втрати крові.
- Огородник Олександр Володимирович — керівник заслуженого народного ансамблю пісні й танцю «Колос», народний артист України.
- Кирило Терлецький  — єпископ Луцький і Острозький, один із співтворців Берестейської унії 1596 р., жив деякий час у Торчині.
- граф Морстін — на початку XX ст. побудував у Торчині паровий млин.
- Куликівський Микола Йосипович — підполковник Армії УНР.[36]
- Дзячківський Іван Вікентійович — учасник Другого зимового походу армії УНР, розстріляний більшовиками біля села Базар.
- Найда Ярослав Андрійович — український композитор, директор Торчинської ДМШ, Заслужений працівник Культури України, Заслужений артист естрадного мистецтва України, соліст та керівник оркестру ансамблю пісні і танцю України «Колос», член Національної Ліги композиторів України. Член Національної спілки журналістів України
- Рупнєвський Стефан Богуслав — римо-католицький релігійний діяч, луцький єпископ РКЦ; помер тут.[37]

## Галерея

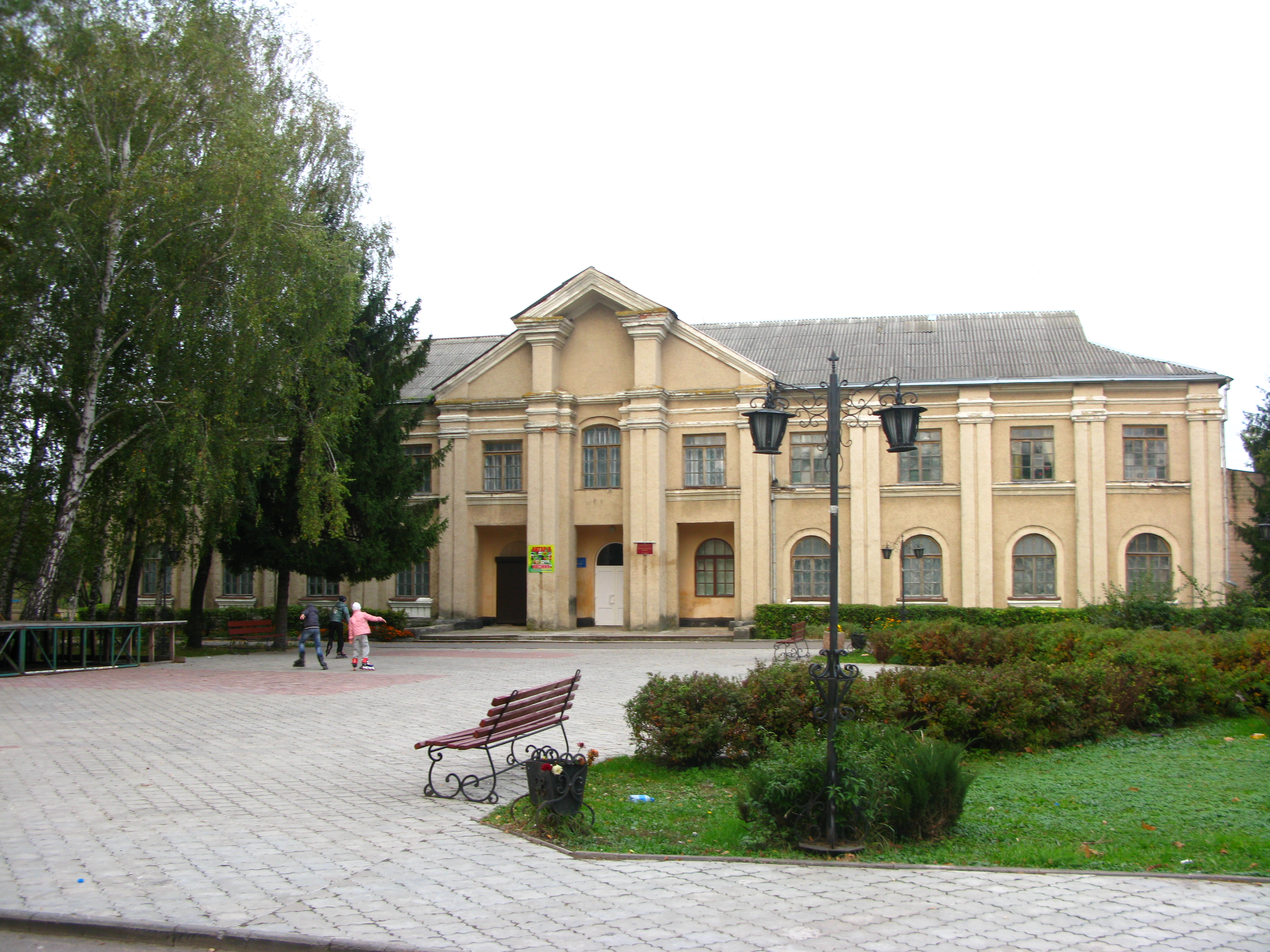
Будівля музичної школи та бібліотеки (раніше в цьому будинку була школа, а перед тим райком КПРС)
народний ансамбль пісні і танцю «Колос»
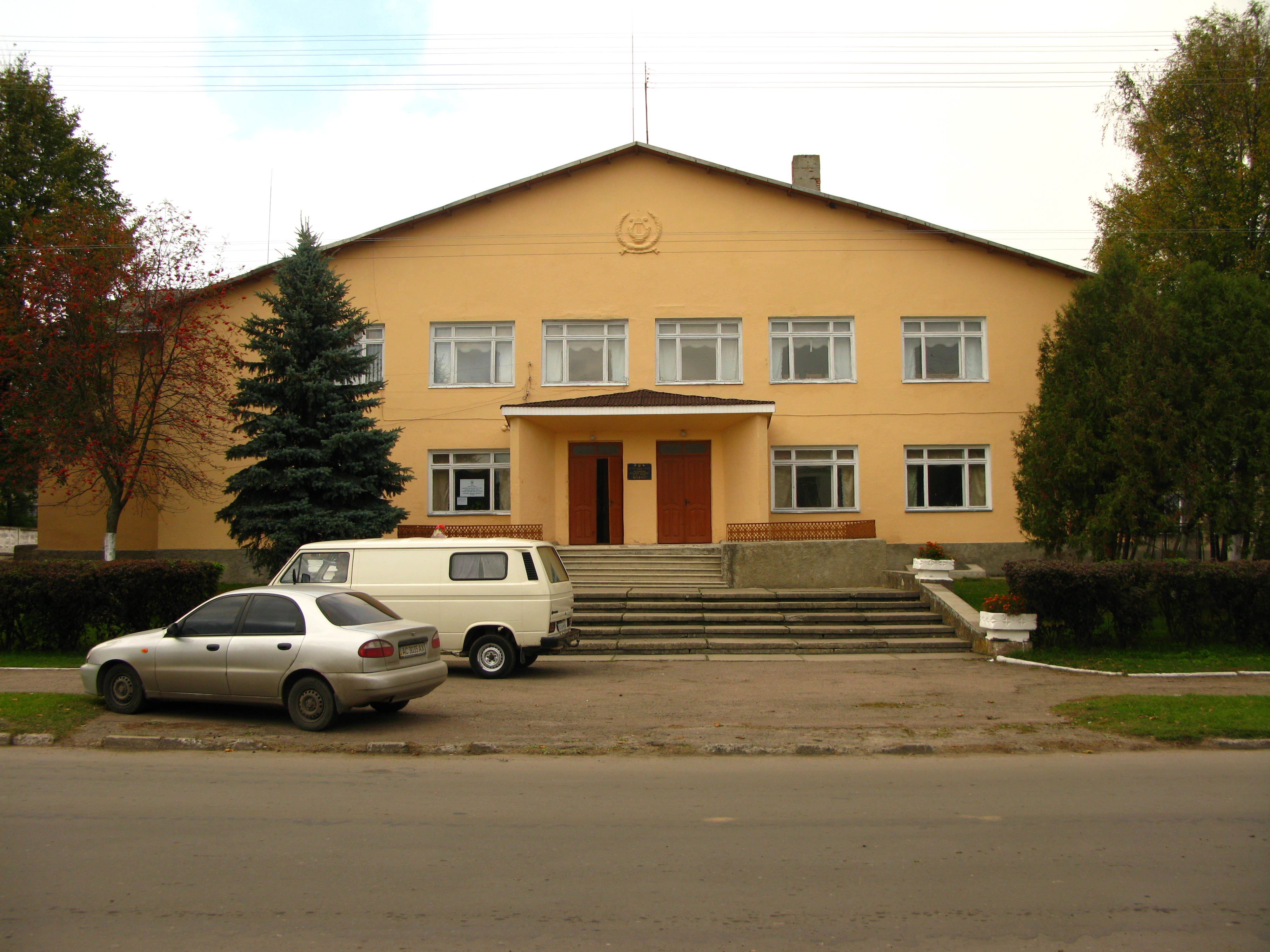
Селищний Будинок культури (Дім ансамблю «Колос»)
Річка Серна
ТПЦ
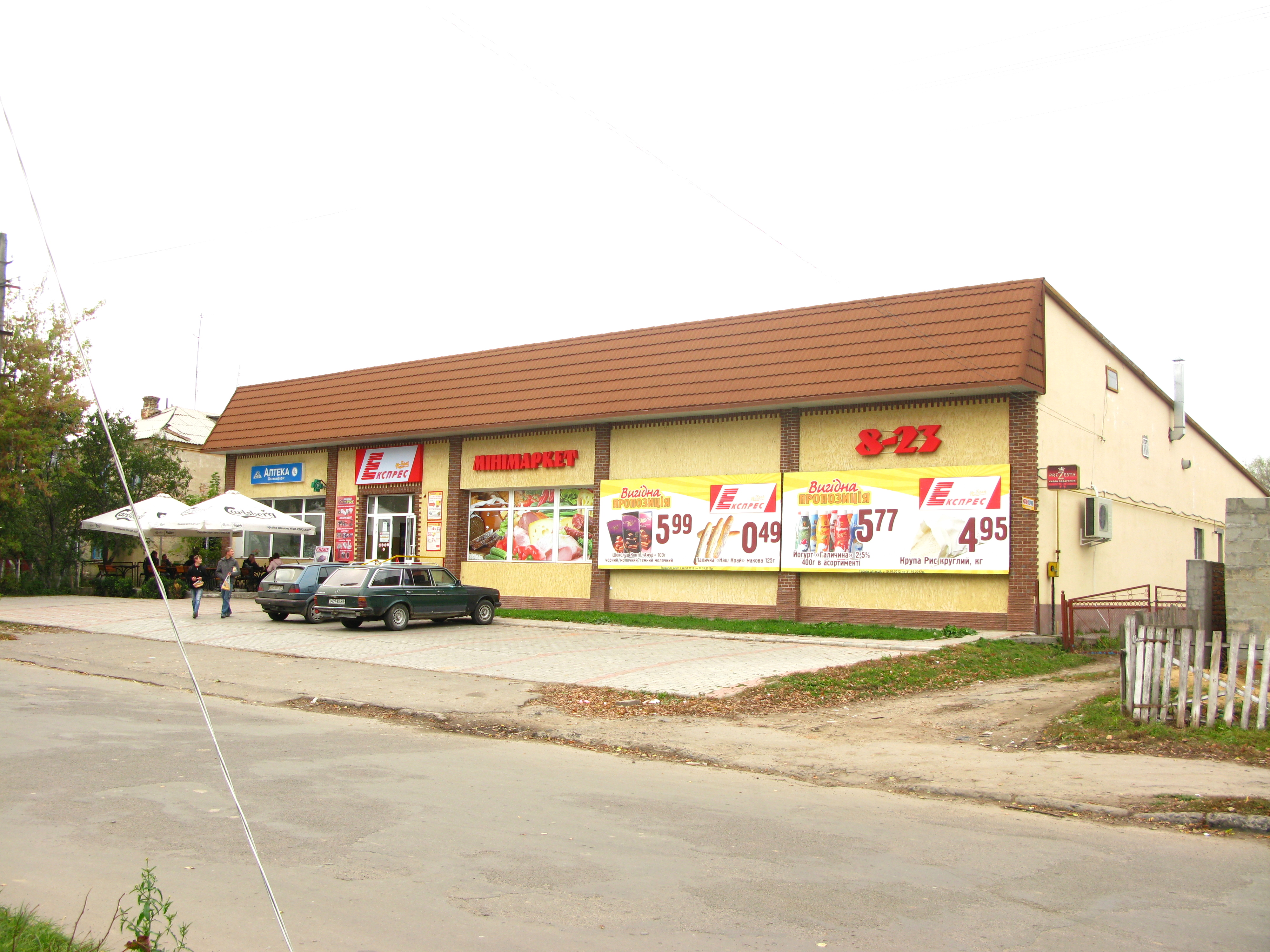
Супермаркет «Наш Край»
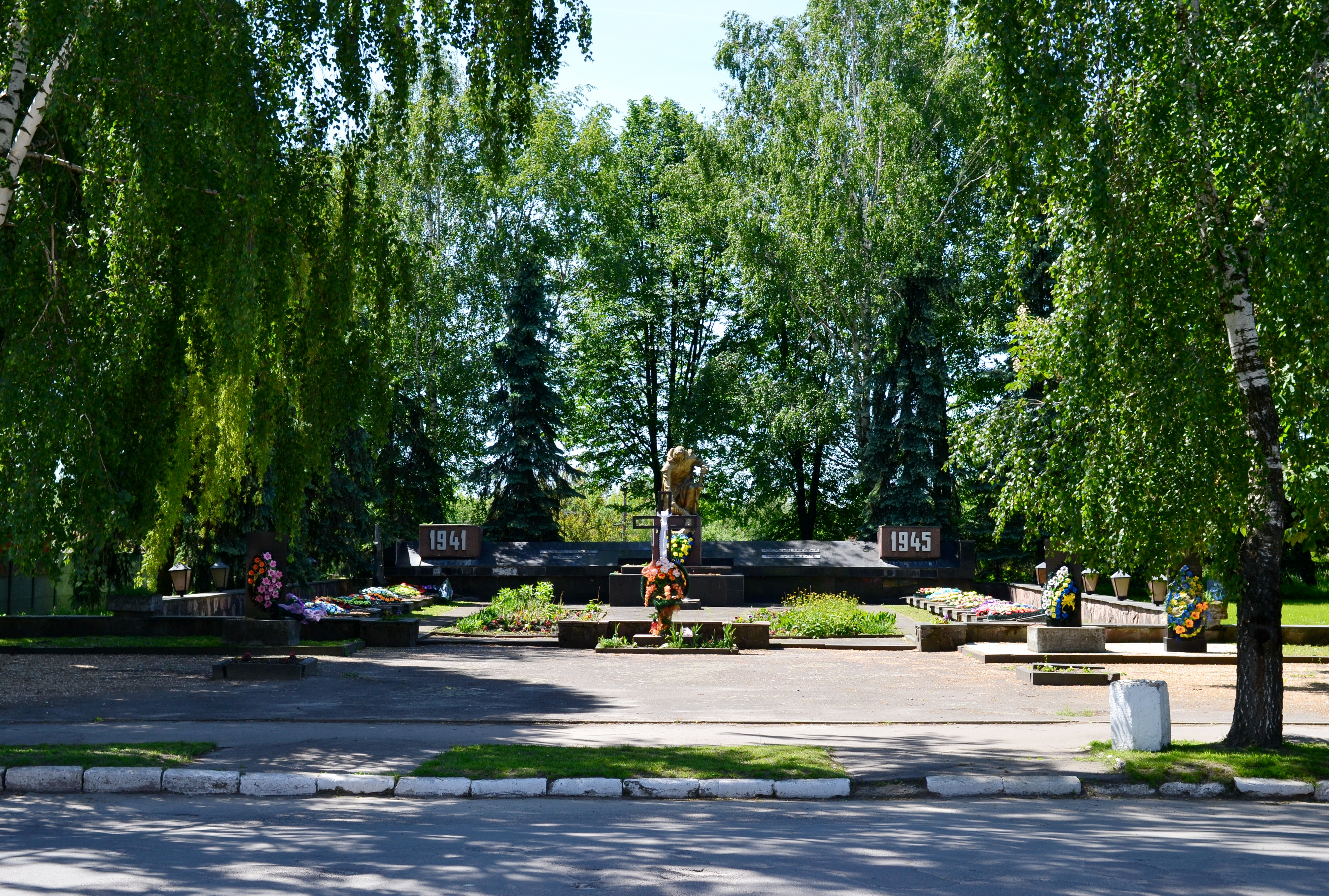
Ділянка братських могил радянських воїнів
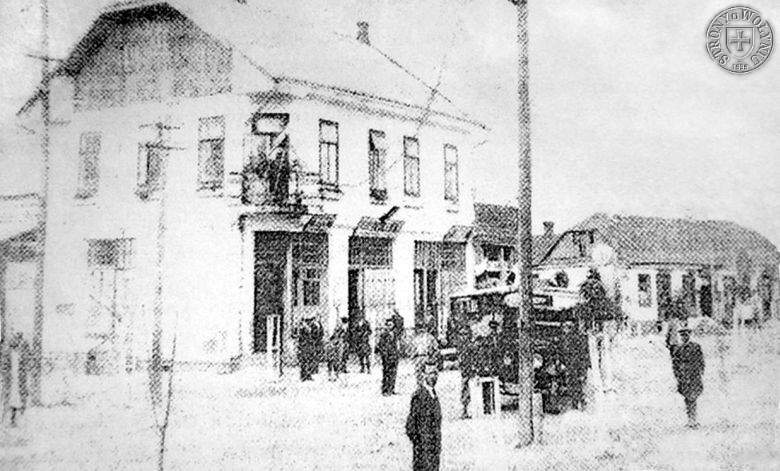
Торчинська вулиця поч. XX століття
Керівник школи Павло Коршовський 1931-32
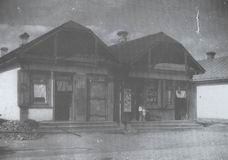
Будинок в Торчині 1930 р.
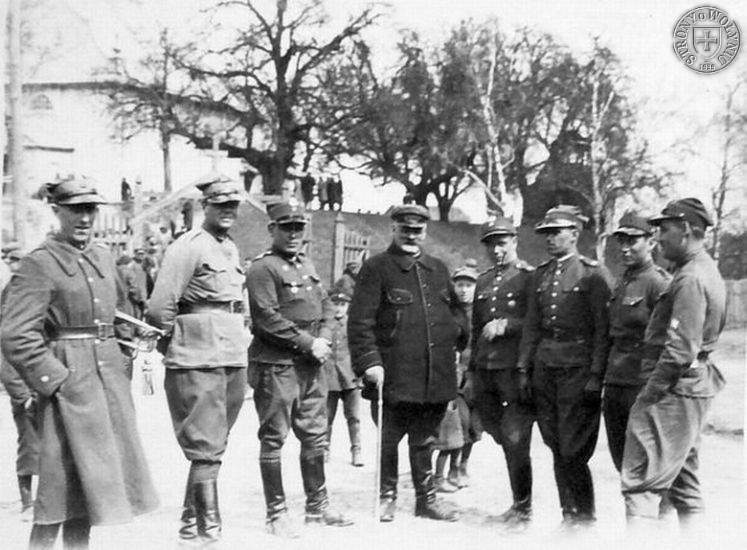
Зустріч друзів біля костелу
Стрілецький парад в Торчині
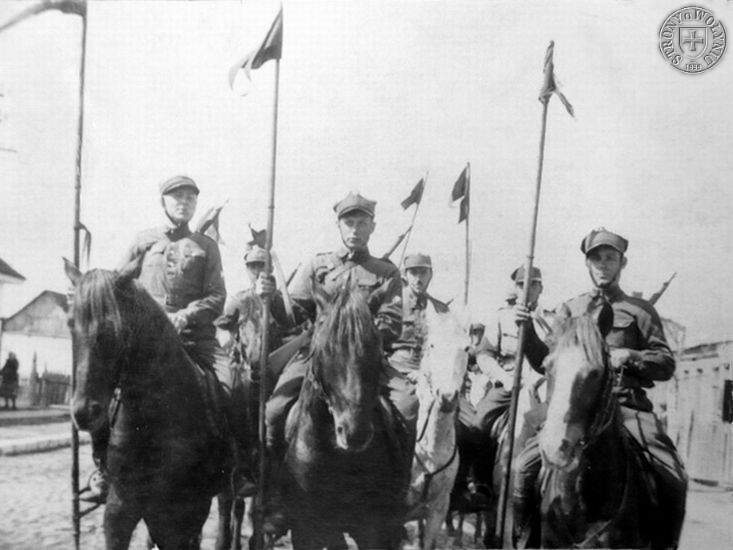
Стрілецький парад в Торчині
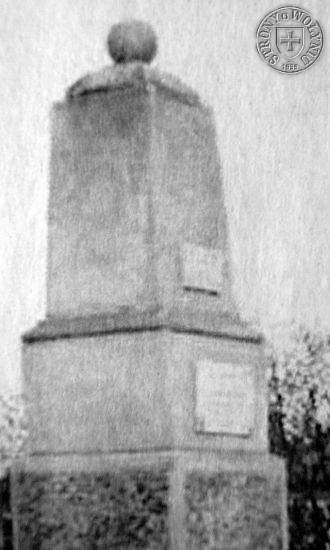
Пам'ятник Леопольду Ліс-Кулі
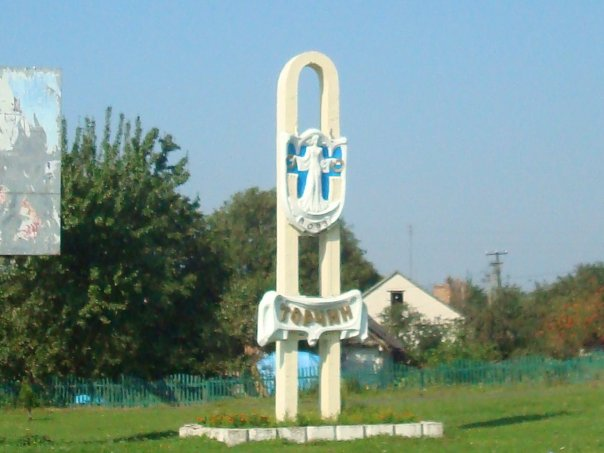
В'їзд у Торчин
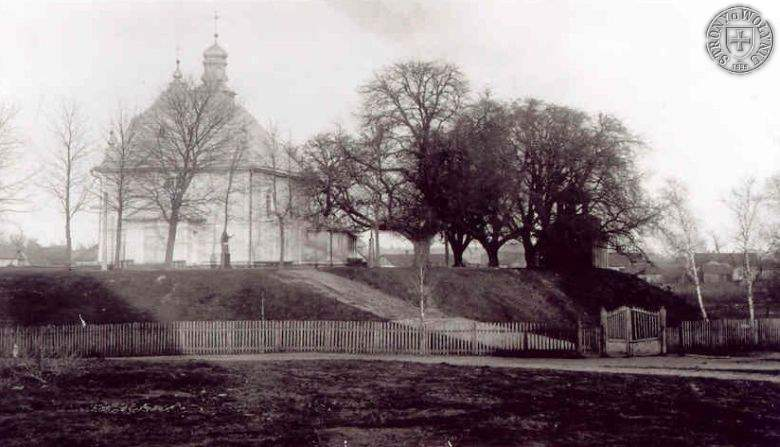
Костел 1778 року( фото поч. XX ст.)
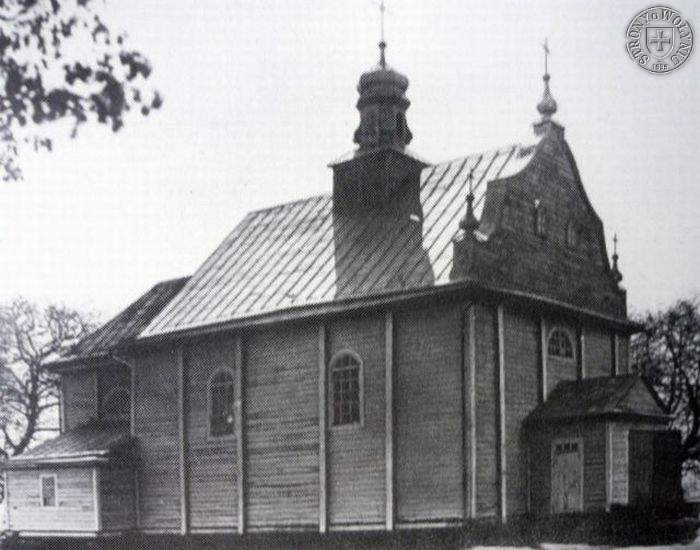
Костел 1778 року( фото поч. XX ст.)
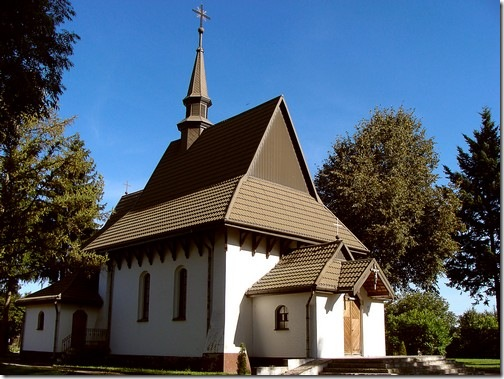
Костел Пресвятої Трійці і св. Івана Хрестителя 1995-98 рр.
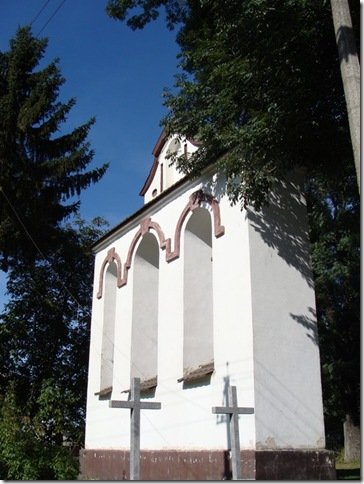
Дзвіниця Костелу Пресвятої Трійці і св. Івана Хрестителя
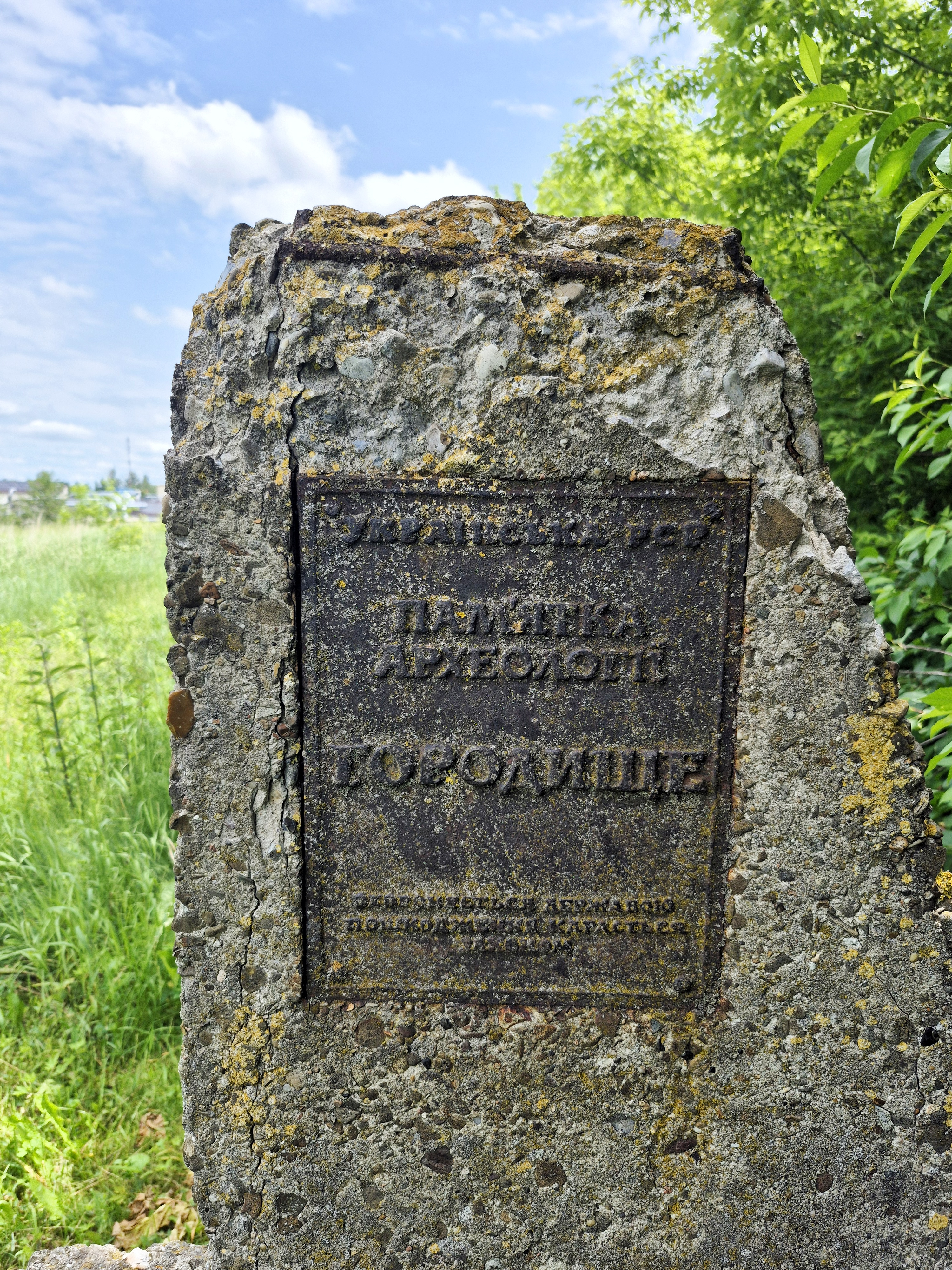
пам'ятна таблчика на місці Городища в селі Торчин
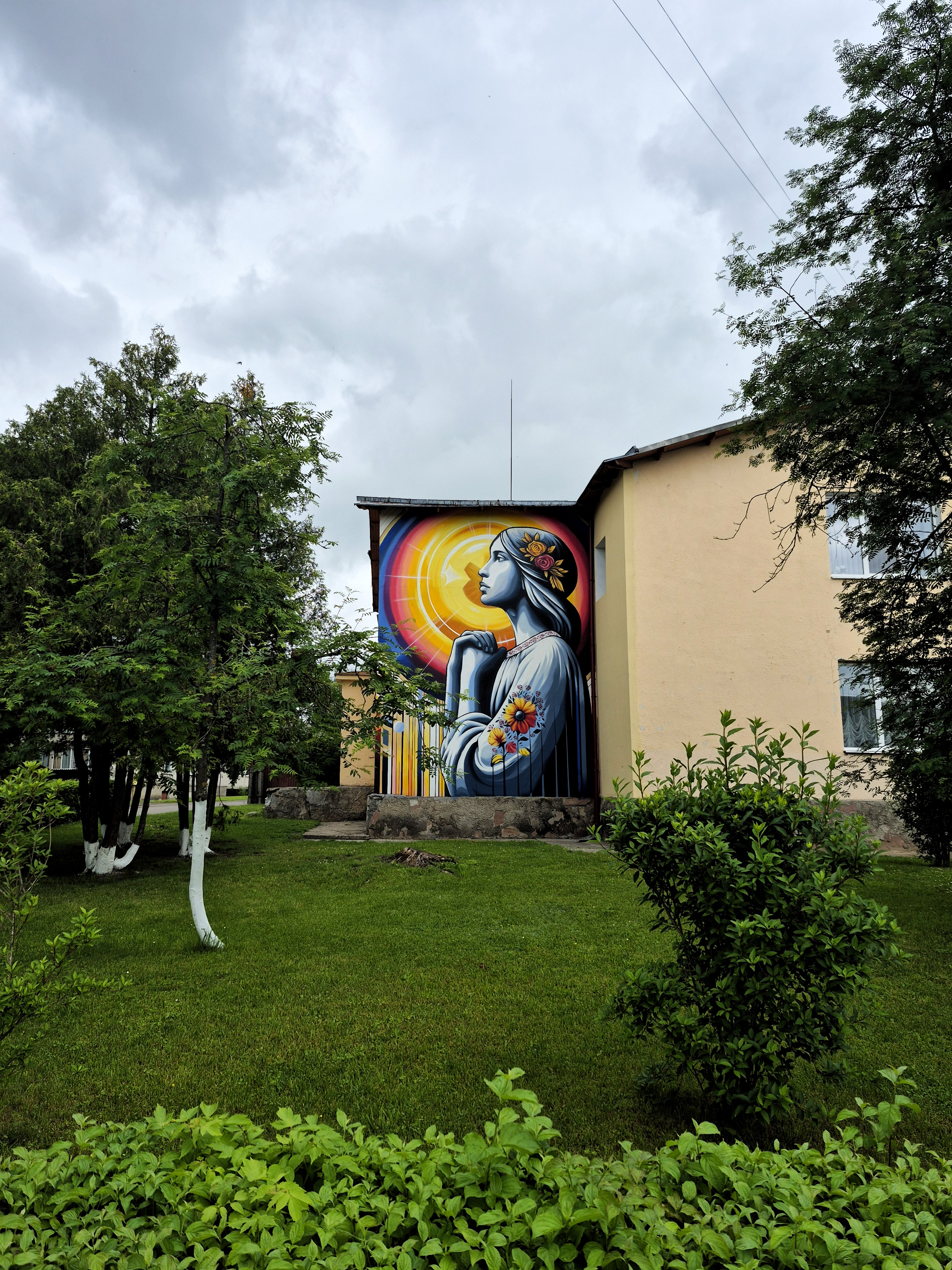
Мурал в Торчині 2025 рік